# Vikersundbakken

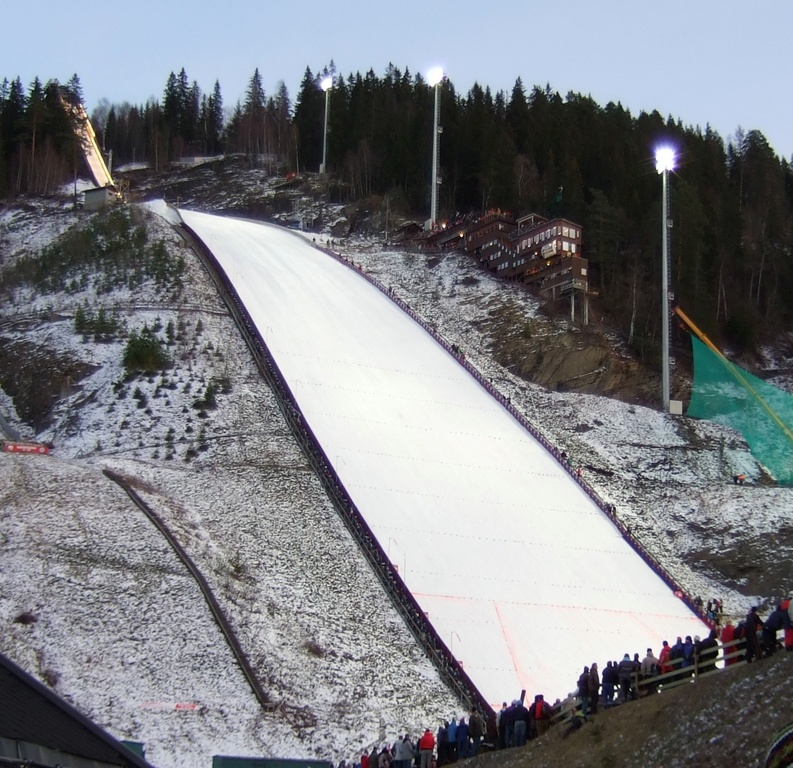
Můstek Vikersundbakken v Norsku

Vikersundbakken je jediný mamutí skokanský můstek nacházející se ve skandinávských zemích.[zdroj?] Nachází se v Norsku v blízkosti obce Vikersund. Se svým rekordem v délce skoku – 253.5 m (2017), který drží rakouský skokan Stefan Kraft, jde o největší skokanský můstek na světě.[zdroj?] V roce 2010 prodělal kompletní rekonstrukci a jeho nynější parametry jsou K-200 a HS 240.
Kromě mamutího můstku s HS 240, se zde nacházejí velký můstek s HS 117 a podstatně menší můstky s konstrukčním bodem 65 m, 45 m, 25 m, 15 m a 10 m.

## Historie můstku
Můstek zde byl původně postaven již roku 1936, avšak na mamutí můstek byl přestavěn až roku 1966, tehdy zde norský skokan Bjørn Wirkola stanovil novou hodnotu světového rekordu, 146 m. Můstek byl mnohokrát renovován, naposledy před mistrovstvím světa v letech na lyžích, které se konalo v roce 2000. V roce 2006 se Vikersundbakken stal prvním mamutím můstkem, který má k dispozici umělé osvětlení a v roce 2007 prvním mamutem v historii, který uspořádal noční závod v letech na lyžích.

## Rekonstrukce 2010
Kvůli MS v letech na lyžích v roce 2012 prodělal můstek Vikersundbakken v roce 2010 kompletní rekonstrukci. Původní mamut byl v květnu 2010 stržen. Profil nového navrhli bratři Goriškovi, kteří stojí i za Letalnicí. Můstek byl zasazen více do svahu, byla vybudována štěrková bočnice. Bylo tak dosaženo zlepšení eliminace větru. Zároveň se z Vikersundbakkenu stal největší můstek na světě. Konstrukční bod je nyní nastaven na 200 metrech a Hill size činí 225 metrů. Nájezd umožňuje rychlost až 108 km/h. Kompletní přestavba přišla v přepočtu zhruba na 240 milionů Kč. První skokané se na můstku představili 9.2.2011. První závody SP se uskutečnily 12.2.2011 - 13.2.2011. V roce 2012 pak Vikersund hostil MS v letech na lyžích.